# 4694 Festou
4694 Festou este un asteroid din centura principală, descoperit pe 14 august 1985 de Edward Bowell.